# Communauté de communes de la Plaine d'Estrées
La communauté de communes de la Plaine d'Estrées (ou CCPE) est une communauté de communes française, située dans le département de l'Oise.

## Historique
L'intercommunalité a été créée par un arrêté préfectoral du 9 juin 1997 et succédait à un SIVOM.

## Territoire communautaire

### Géographie
Le territoire  intercommunal est situé à 20 minutes de Compiègne et à 45 minutes de l'aéroport Paris-Charles-de-Gaulle, et est desservi par de grands axes routiers (A1, RN31, ex-RN 17 - actuelle RD1017) et une voie verte de 15 km. Quatre gares desservent le territoire : deux sur la ligne Compiègne-Amiens et 2 sur la ligne Compiègne-Paris.
Il est caractérisé par la présence de nombreuses entreprises et notamment  de la plateforme logistique multimodale de Longueuil-Sainte-Marie, favorisant l’emploi sur place de la population active.

### Composition
La communauté de communes est composée des 19 communes suivantes :

| Nom                         | Code Insee | Gentilé        | Superficie (km2) | Population (dernière pop. légale) | Densité (hab./km2) |
| --------------------------- | ---------- | -------------- | ---------------- | --------------------------------- | ------------------ |
| Estrées-Saint-Denis (siège) | 60223      | Dionysiens     | 8,08             | 3 660 (2022)                      | 453                |
| Arsy                        | 60024      | Arsiens        | 7,27             | 817 (2022)                        | 112                |
| Avrigny                     | 60036      | Avernois       | 6,01             | 401 (2022)                        | 67                 |
| Bailleul-le-Soc             | 60040      | Bailleulois    | 14,14            | 644 (2022)                        | 46                 |
| Blincourt                   | 60078      | Blincourtois   | 2,82             | 122 (2022)                        | 43                 |
| Canly                       | 60125      | Canlysiens     | 8                | 743 (2022)                        | 93                 |
| Chevrières                  | 60149      |                | 12,4             | 2 017 (2022)                      | 163                |
| Choisy-la-Victoire          | 60152      | Choisiens      | 9,97             | 245 (2022)                        | 25                 |
| Épineuse                    | 60210      | Spinosiens     | 7,12             | 282 (2022)                        | 40                 |
| Le Fayel                    | 60229      | Fayelois       | 2,56             | 233 (2022)                        | 91                 |
| Francières                  | 60254      | Francisiens    | 8,23             | 544 (2022)                        | 66                 |
| Grandfresnoy                | 60284      | Fracnésiens    | 10,57            | 1 826 (2022)                      | 173                |
| Hémévillers                 | 60308      |                | 6,93             | 467 (2022)                        | 67                 |
| Houdancourt                 | 60318      | Houdancourtois | 6,71             | 676 (2022)                        | 101                |
| Longueil-Sainte-Marie       | 60369      |                | 17               | 1 952 (2022)                      | 115                |
| Montmartin                  | 60424      | Montmartinois  | 3,33             | 288 (2022)                        | 86                 |
| Moyvillers                  | 60441      | Médiovillarois | 9,06             | 666 (2022)                        | 74                 |
| Remy                        | 60531      | Remynois       | 19,97            | 1 957 (2022)                      | 98                 |
| Rivecourt                   | 60540      | Rivecourtais   | 3,87             | 627 (2022)                        | 162                |

### Démographie
| 1968   | 1975   | 1982   | 1990   | 1999   | 2006   | 2011   | 2016   |
| ------ | ------ | ------ | ------ | ------ | ------ | ------ | ------ |
| 10 251 | 11 555 | 13 280 | 14 914 | 15 843 | 16 266 | 16 772 | 17 728 |

## Organisation

### Siège
La communauté de communes a son siège à Estrées-Saint-Denis, 1 rue de la Plaine.

### Élus
La communauté de communes est administrée par son conseil communautaire, composé de  40 membres répartis de ma manière suivante :

- 7 délégués pour Estrées-Saint-Denis ;

- 3 délégués pour Chevrières, Grandfresnoy, Longueil-Sainte-Marie et Rémy ;

- 2 délégués pour Arsy, Bailleul-le-Soc, Canly, Francières, Houdancourt, Moyvillers et Rivecourt ;

- 1 délégué ou son suppléant pour les autres communes, toutes de moins de 500 habitants.

Au terme des élections municipales de 2020 dans l'Oise, le conseil communautaire a réélu sa présidente, Sophie Mercier, maire de Rémy, auinsi que ses 7 vice-présidents sont qui  : 
1. Ivan Wasylyzyn, maire de Grandfresnoy, chargé des équipements structurants et sportifs ;
2. Annick Decamp, maire de Moyvillers, chargée des finances ;
3. Francis Monfaucon, maire-adjoint adjoint d’Estrées-Saint-Denis, chargé de l’eau et de l’assainissement ;
4. Mme Dominique Le Sourd, maire de Blincourt, chargée de l’aménagement de l’espace ;
5. Jean-Marie Soën, maire de Francières, chargé des services à la population et du vivre ensemble ;
6. Frédéric Muller, conseiller municipal de Longueil-Sainte-Marie, chargé de l’air, du climat, de l’énergie et de l’environnement ;
7. Donatien Pinon, maire de Chevrières, chargé des voiries.

Le bureau de l'intercommunalité pour la mandature 20-2026 est constitué de la présidente, des 7 vice-présidents et de 7 autres membres.

### Liste des présidents
| Période    | Période                     | Identité             | Étiquette    | Qualité                                                                                  |
| ---------- | --------------------------- | -------------------- | ------------ | ---------------------------------------------------------------------------------------- |
| ?          | mai 2001                    | Adrien Delarue       | RPR          | Maire de Longueil-Sainte-Marie (1989 → 2001)                                             |
| mai 2001   | avril 2014                  | Marcel Fouet         | DVD puis UMP | Maire de Chevrières (2001 → 2014) Conseiller général d'Estrées-Saint-Denis (2001 → 2008) |
| avril 2014 | mai 2018,                   | Stanislas Barthélémy | LREM         | Maire de Longueil-Sainte-Marie (2008 → ) Démissionnaire                                  |
| mai 2018,  | En cours (au 14 avril 2020) | Sophie Mercier       | SE           | Maire de Rémy (2012 → )                                                                  |

### Compétences
L'intercommunalité s'est fixé comme objectifs d'action :
- préservation et valorisation des espaces du territoire et de la qualité de vie ;
- développement et promotion des potentiels économiques ;
- renforcement des services à la population.

Pour cela, elle exerce les compétences qui lui ont été transférées par les communes membres, dans les conditions fixées par le code général des collectivités territoriales. Il s'agit de : 
- Aménagement de l'espace : 
  - Suivi et participation à la mise en œuvre de la Charte du Pays Compiégnois ;
  - Schéma de cohérence territoriale (SCoT) et programme local de l'habitat (PLH), leur mise en œuvre relevant des compétences des communes concernées ;
  - Zones d'aménagement concerté (ZAC) reconnues d'intérêt communautaire ;
- Développement économique : soutien, accompagnement et développement du commerce, de l'artisanat et des activités de service, politique locale du commerce, promotion du territoire pour l'accueil d'entreprises nouvelles, zones d'activité, développement touristique, taxe de séjour ;
- Gestion des milieux aquatiques et prévention des inondations (GEMAPI) : aménagement d'un bassin ou d'une fraction de bassin hydrographique, entretien et aménagement d'un cours d'eau, canal, lac ou plan d'eau y compris leur accès, défense contre les inondations, Protection et restauration des sites, écosystèmes aquatiques et des zones humides ainsi que des formations boisées ;
- Aires d'accueil des gens du voyage ;
- Collecte et traitement des déchets des ménages et déchets assimilés ;
- Environnement : études d'assainissement, Schéma d'aménagement et de gestion des eaux (SAGE), PCAET (Plan Climat Air Énergie territorial) ;
- Politique du logement et du cadre de vie : études d'actions, Opérations programmées d'amélioration de l'habitat (OPAH)
- Voirie d'intérêt communautaire, entretien groupé de la voirie communale ;
- Équipements culturels et sportifs d'intérêt communautaire ;
- Action sociale d'intérêt communautaire, notamment en ce qui concerne la petite enfance ;
- Transports et infrastructures ; Mobilités : opérations contribuant à l'amélioration des transports publics et privés à l'échelle communautaire ou inter-territoires, pistes cyclables d'intérêt communautaire, Plan de mobilité rurale, « actions permettant de répondre aux besoins croissants de mobilité liés à l'accès aux zones économiques et logistiques, de structurer le territoire et améliorer son attractivité et son accessibilité, de développer des offres nouvelles en matière de mobilité pour répondre aux enjeux liés au développement durable et notamment la mise en avant des modes actifs, de proposer une alternative pertinente à l'usage prédominant de la voiture individuelle et optimiser son utilisation (covoiturage) » ;
- Groupement de commandes ;
- Communication et promotion ;
- Transports scolaires des élèves scolarisés dans les écoles maternelles et primaires vers la piscine, dans le cadre de l'apprentissage de la nation ;
- Aménagement numérique du territoire

### Régime fiscal et budget
La communauté de communes est un établissement public de coopération intercommunale à fiscalité propre.
Afin de financer l'exercice de ses compétences, l'intercommunalité perçoit la fiscalité professionnelle unique (FPU) – qui a succédé à la taxe professionnelle unique (TPU) – et assure une péréquation de ressources entre les communes résidentielles et celles dotées de zones d'activité.
Elle collecte également la taxe d'enlèvement des ordures ménagères (TEOM), qui finance ce service public.
Elle ne verse pas de dotation de solidarité communautaire (DSC) à ses communes membres.

## Projets et réalisations
Développement économique
La CCPE dispose de plusieurs zones d'activité. Afin de répondre plus aisément aux demandes d'implantations d'entreprises, elle étend en 2019/2020 de 7 ha la zone d'activités de la Sècherie, à Moyvillers.
Transports et déplacements
La CCPE a adopté son plan de mobilité rural fin 2017, visant notamment à favoriser la pratique du vélo sur son territoire. Dans ce cadre, la communauté met en place en 2020 un service de location de vélos à assistance électrique de longue durée d'au moins 3 mois et à la demande, dans un premier temps près de la gare de Longueil-Sainte-Marie, dans la zone d'activités du Port-Salut et à proximité de la gare d'Estrées-Saint-Denis. Elle a également conventionné fin 2019 pour trois ans avec Rezo Pouce, société coopérative d’intérêt collectif, afin de mettre en place un service d'auto-stop sécurisé et gratuit pour ses usagers, moyennant une réservation informatisée entre le conducteur bénévole et le bénéficiaire.